# Кларк, Джон Друри
Джон Друри Кларк (John Drury Clark, Ph.D., 15 августа 1907, Фэрбанкс, Аляска — 6 июля 1988, Денвилль (англ. Denville, New Jersey), Нью-Джерси) — доктор философии, известный американский разработчик ракетного топлива, химик, а также писатель-фантаст и поклонник научной фантастики. Способствовал возобновлению интереса к серии «Конан» Роберта Говарда, а также оказал влияние на писательскую деятельность Лайона Де Кампа, Флетчера Прэтта и других авторов.

## Жизнь и карьера
Кларк родился в городе Фэрбанкс, расположенном в центре Аляски. Он учился в Университете Аляски, а затем с 1927 по 1930 года в Калифорнийском технологическом институте в городе Пасадина, Калифорния, получив степень бакалавра в области физической химии. В течение последних двух лет учёбы в КалТехе он жил в одной комнате с Лионом де Кампом. Кларк получил степень магистра в Висконсинском университете в Мадисоне и, затем, в 1934 году степень доктора философии в Стэнфордском университете.
В 1933 году Кларк опубликовал новую спиралевидную диаграмму для периодической системы химических элементов. Данная конструкция была использована журналом Life для замечательной и важной иллюстрации, что была частью специального выпуска от 16 мая 1949 года, посвященного элементарным частицам. Это послужило источником вдохновения для художника Эдгара Лонгмена, чья фреска стала заметным событием на Фестивале Британии, проходившем в Лондоне в 1951 году. Кларком была придуман новый вариант диаграммы в 1950 году, но он не получил такого же успеха.
Кларк переехал в Скенектади в верхней части штата Нью-Йорк в начале 1930-х, получив работу с Дженерал Электрик. Несколько лет спустя он переехал в город Нью-Йорк, затем жил в Филадельфии и работал в качестве химика-исследователя на John Wayeth & Brother в этом городе в 1943 году. Седьмого июня того же года он женился на оперной певице сопрано Mildred Baldwin. Позже этот брак распался.
С 1949 года вплоть до своего ухода на пенсию в 1970 году Кларк разрабатывал жидкие ракетные топлива в Naval Air Rocket Test Station (NARTS), расположенной в городе Dover, штат Нью-Джерси (после 1960 года преобразованной в Army’s Liquid Rocket Propulsion Laboratory Арсенала Пикатинни) на должности главного химика.
В 1962 году Кларк женился на художнице Инге Пратт, вдове Флетчера Прэтта.
Он был автором книги Ignition! An Informal History of Liquid Rocket Propellants (Rutgers University Press, 1972), основывавшейся на его опыте в данной области и посвящённой жене Инге. Эта книга описывает разработку в США технологии жидкого ракетного топлива как путём технического объяснения работы, проделанной учёными, так и рассказа коротких историй о вовлечённых в процесс людях и часто забавных происшествиях, что имели место. Не будучи более издаваемой, данная редкая книга продается дороже $400. В мае 2018 года издательство Rutgers University Press возобновило издание Ignition! An Informal History of Liquid Rocket Propellants.
На протяжении семейной жизни Кларк обитал в «нетрадиционном» доме в Ньюфаундленде в части городка Rockaway Township округа Morris County, штат Нью-Джерси, названной Green Pond, где он продолжал пребывать до своих последних лет и смерти. Кларк умер 6 июля 1988 года после продолжительной болезни и серии ударов в St. Clare’s Hospital в Denville, Нью-Джерси, недалеко от своего дома.
Бумаги Кларка, состоявшие из четырёх кубических футов переписки, набросков научных и научно-фантастических публикаций, заметок, ненапечатанных рукописных воспоминаний, дневников (1932—1984), газетных вырезок и фотографий, сохранены в специальном хранилище Политехнического университета Виргинии в качестве части репозитария Archives of American Aerospace Exploration.

## Литературная карьера и оказанное влияние
В качестве поклонника научной фантастики и фантастических журнал во эру журналов в мягкой обложке Кларк познакомился с несколькими фигурами, что были или станут авторами в обеих областях, включая P. Шуллера Миллера, Флетчера Прэтта и Лафайета Хаббарда. Он встретил Миллера во время проживания в Скенектади в 1930-х и познакомился с Прэттом после переезда в город Нью-Йорк. Позже он представил Де Кампа Миллеру, Прэтту и неформальному кругу в лиц Нью-Йорке, увлеченных написанием научной фантастики, что включал в себя Отто Биндера, Джона Вуда Кэмбелла, Эдмонда Гамильтона, Отиса Адельберта Клина, Генри Каттнера, Фрэнка Белнэпа Лонга, Мэнли Уэйда Веллмана и Джека Уильямсона.

### Кларк и Конан
Впервые Кларк столкнулся с придуманными Робертом Ирвином Говардом Куллом, Конаном и Соломоном Кейном в журнале Weird Tailes и стал ярым поклонником этих героев, вместе с Миллером в начале 1936 года сделав набросок карьеры Конана и карты мира из придуманной Говардом в опубликованных тогда рассказах Хайборийской Эре. Миллер послал данный материал Говарду, что в ответе подтвердил и внёс поправки в их находки. Карта авторов стала основой таковой, что позже появилась в книжной редакции рассказов о Конане. Их обновленный обзор «Вероятный путь развития карьеры Конана» был опубликован в фэнзине Хайборийская Эра в 1938 году.
Таким образом приобретя нужный авторитет, Кларк бы приглашён редактировать и представить введение для первых книжных изданий рассказов Говарда о Конане, опубликованных Gnome Press в 1950-х. Расширенные версии эссе Кларка и Миллера, посвященные этому герою и названные «Неформальная биография Конана Киммерийца» появилась в выпуске Gnome Появление Конана в 1953 году и (отредактированное Де Кампом) в фэнзине Amra vol. 2, no. 4 в 1959 году. Это было связующим звеном между отдельными рассказами о Конане в изданиях Gnome и книг в мягкой обложке издательства Lancer, напечатанных в 1960-х.
Карта Хайборийской Эры Кларка и Миллера вместе с таковой от Говарда являются основой для напечатанных в Gnome, Lancer и последующих изданий рассказов

### Кларк и сообщество научной фантастики
Будучи безработным в середине 1930-х, Кларк написал, воспользовавшись набросками Лиона де Кампа, пару научно-фантастических рассказов «Minus Planet» и «Space Blister», опубликованных в Astounding Stories в 1937 году. После провала попытки продажи других рассказов Кларк забросил написание фантастики, продолжая играть активную роль в научно-фантастических кругах. Что привело, однако, к тому, что Лион де Камп занялся своей собственной карьерой в качестве писателя научной фантастики, начав с коротких рассказов и затем создав роман с соавторстве с их общим другом Миллером.
Кларк ещё одним образом способствовал продвижению карьеры де Кампа, представив его кружку Флетчера Прэтта, где занимались военным играми, и познакомив с самим Прэттом в 1939 году. Де Камп и Прэтт после этого пришли к написанию одной из наиболее известных серий лёгкой фантастики, состоявших из рассказов «Дипломированный чародей» и «Tales from Gavagan’s Bar».
Также Кларк подал Рону Хаббарду идею юмористической фантастической новеллы The Case of the Friendly Corpse, опубликованной в номере журнала Unknown за август 1941 года. По словам де Кампа, в 1930-х Кларк и его друг по имени Марк Балдвин «состряпали проспект для выдуманного Колледжа Несвятых Имён», одолженный Кларком Хаббарду в 1941 году. После чего Хаббард и создал свой рассказ, отталкиваясь от данной точки.
Первая женитьба Кларка привела к созданию мужского литературного банкетного клуба Trap Door Spiders, основанного в 1944 году Прэттом. Ввиду непопулярности новой супруги Кларка среди его друзей включая самого Прэтта, клуб дал им всем возможность проводить время с самим только Кларком без присутствия его жены. Данный клуб позднее послужил прообразом придуманной Айзеком Азимовым группы раскрывателей тайн Black Widowers. Кларк при этом фигурировал под именем Джеймса Дрейка.
В 1952 году Кларк предоставил сценарий и редактировал научно-фантастическую трилогию The Petrified Planet, выпущенную издательством Twayne и описанную как «первую антологию 'общего мира'». Сценарий постулировал звёздную систему, населенную жизненными формами на основе кремния, и был использован в качестве основы для трёх новелл Прэтта, Г. Бима Пайпера и Джудит Меррил, сделавших основную часть данной работы. Фрагмент вводной части («Кремниевый мир»), написанный Кларком, был переиздан в 1952 году в декабрьском выпуске журнала Startling Stories, и вся часть была напечатана целиком в 1983 году в редакции вклада Пайпера в книгу под названием Uller Uprising, опубликованной издательством Ace. Но при этом фрагмент из Startling Stories был также приписан Прэтту, который, вероятно, использовал имя Кларка в качестве псевдонима.
Айзек Азимов, с которым Кларк познакомился в 1942 году, написал предисловие к его книге Зажигание! Архивная копия от 8 декабря 2015 на Wayback Machine.

### Общественная и политическая деятельность
В 1946—1953 гг. член Совета экономических консультантов Белого дома.

### Научная фантастика
- "Minus Planet, " published in Astounding Stories, Apr 1937.
- "Space Blister, " published in Astounding Stories, Aug 1937.

### Публикации
- «A new periodic chart», Journal of Chemical Education, 10, 675—657 (1933).
- «A modern periodic chart of chemical elements», Science, 111, 661—663 (1950).
- "A Probable Outline of Conan’s Career, " with P. Schuyler Miller, published in The Hyborian Age (1938).
- «Introduction» to The Petrified Planet (1952) (reused for Uller Uprising, by H. Beam Piper (1983)).
- «The Silicone World», published in Startling Stories, December 1952.
- "An Informal Biography of Conan the Cimmerian, " with P. Schuyler Miller, published in The Coming of Conan (1953).
- "An Informal Biography of Conan the Cimmerian, " with P. Schuyler Miller and L. Sprague de Camp, published in Amra, vol. 2, no. 4, (1959).
- «Science Fact: Dimensions, Anyone?» published in Analog Science Fiction — Science Fact, November 1966.
- Clark, John D. Ignition! An Informal History of Liquid Rocket Propellants. — New Jersey: Rutgers University Press, 1972. — 214 p. — ISBN 0-8135-0725-1.
  - Ignition! An Informal History of Liquid Rocket Propellants (англ.). — Rutgers University Press Classics Imprint, 2018. — P. 302. — ISBN 978-0-8135-9918-2.; Rutgers University Press Classics link Архивная копия от 28 апреля 2019 на Wayback Machine

## Замечания
1. 1 2 3 4 5 6 7 8 9 10 11 12 13 14 15 16 17 18  De Camp, L. Sprague. «John D. („Doc“) Clark» (obituary) in Locus, August 1988, pages 64-65.
2. 1 2 3 4 5 6  «John D. Clark, 80, Rocket Fuel Developer» Архивная копия от 20 сентября 2017 на Wayback Machine (obituary) in the New York Times, July 9, 1988, page 33.
3. ↑  Clark, John D. A new periodic chart (англ.) // en:Journal of Chemical Education. — 1933. — November (vol. 10, no. 11). — P. 675—677. — doi:10.1021/ed010p675. — Bibcode: 1933JChEd..10..675C.
4. ↑  "Mildred Baldwin Bride: Opera Singer Wed to Dr. John D. Clark in Ceremony Here, " in the New York Times, June 8, 1943, page 24.
5. 1 2  en:Contemporary Authors, First Revision Архивная копия от 7 июля 2014 на Wayback Machine, edited by Frances C. Locher and Ann Evory, entry on John Drury Clark, p. 91
6. ↑  Ignition!: An Informal History of Liquid Rocket Propellants. Amazon.com. Дата обращения: 23 мая 2018.
7. ↑  Ignition!. Rutgers University Press (англ.). Архивировано 28 апреля 2019. Дата обращения: 21 мая 2019.